# Systropus bifurcus
Systropus bifurcus är en tvåvingeart som beskrevs av Neal L. Evenhuis 1982. Systropus bifurcus ingår i släktet Systropus och familjen svävflugor. Inga underarter finns listade i Catalogue of Life.